# Szent István Közgazdasági Szakgimnázium és Kollégium
Hazánk középfokú kereskedelmi-pénzügyi képzésének több mint egy évszázados múltjában jelentős helyet foglal el a Szent István Technikum és Kollégium, illetve jogelődjei. A IX. kerület legimpozánsabb, premodern stílusú iskolaépülete a Lenhossék és a Thaly Kálmán utca között emelkedik, a Mester utca 56-58. szám alatt. A jelenlegi iskola nemcsak az épületet örökölte, hanem az egy évszázaddal ezelőtt a polgári iskolában elindított kereskedelmi-pénzügyi képzés folytatója, a kor igényeinek megfelelő korszerűsítőéjek és a tradíciók, így a fényes iskolai sporthagyományok ápolója is. Történetéről bővebben itt.

## Az iskola korábbi nevei
- Budapest fővárosi IX. kerületi nyilvános községi Polgári és Közép Kereskedelmi Iskola
- Budapest fővárosi IX. kerületi községi Felső Kereskedelmi Iskola
- Budapest Székesfőváros IX. Kerületi Községi Szent István Felső Kereskedelmi Fiúskola
- Állami Szent István Közgazdasági Gimnázium
- Állami Közgazdasági Fiúközépiskola
- I. István Közgazdasági Technikum
- I. István Közgazdasági Szakközépiskola
- Szent István Közgazdasági Szakközépiskola
- Szent István Közgazdasági Szakközépiskola és Kollégium
- BGSZC Szent István Közgazdasági Szakgimnáziuma és Kollégiuma
- BGSZC Szent István Technikuma és Kollégiuma

## Igazgatók
- 1887-1912 Fillinger Károly
- 1912-1923 Dr. Körömy Árpád
- 1924-1930 Dr. Jablonkay Géza
- 1930-1944 Dr. Darnay László
- 1945          Tarján Ferenc
- 1946-1949 Molnár Béla
- 1949-1953 Dr. Szalay László
- 1953-1955 Lendvai István
- 1955-1958 Takaró Gyuláné dr.
- 1958-1973 Mitnyán Mihály
- 1973-1993 Szabó Balázsné dr.
- 1993-2008 Hegedűs Sándor
- 2008-2018 Dr. Nagyné Horváth Márta
- 2018-         Harmath Zsolt

## Híres emberek az iskolában

### Híres tanárok
- Bárczy István
- Fillinger Károly
- Füst Milán
- Govrik Elemér
- Haiman Hugó
- Horn Gábor
- Kárpáti Béla
- Lutter Tibor
- Pastinszky János
- Patonyi László (tanár)
- Zalai Béla

### Híres tanulók
- Béki Gabriella
- Csáky Lajos
- Csányi Sándor (bankár)
- Czibor Zoltán
- Haáz Ferenc (labdarúgó)
- Halassy Olivér
- Hrutka János
- Kocsis Sándor (labdarúgó)
- Korda Sándor (Sir Alexander Korda)
- Lisztes Krisztián
- Lovrencsics Gergő
- Mátyus János[1]
- Megyeri Károly (riporter)
- Schóbert Norbert
- Sebők Vilmos
- Szappanos Péter[1]
- Vereckei Ákos
- Vincze Ottó (labdarúgó)

## Története

### A dualizmus ideje alatt
Az iskola története a ferencvárosi Bakáts téren kezdődött 1887-ben, az ottani polgári iskola épületében. Fillinger Károly ekkor indította el a kereskedelmi szaktanfolyamot, ami a népszerűsége miatt hamar önálló intézménnyé nőtte ki magát Budapest fővárosi IX. kerületi községi Felső Kereskedelmi Iskola néven. Amikor a polgári iskoláról leválva a kereskedelmi iskola megalakult, az önállóság csak részben valósult meg, hiszen három tanintézmény (elemi, polgári és kereskedelmi) működött az épülettömbben. A Fillinger Károly vezette kereskedelmi iskola a zsúfoltság miatt ideiglenesen a Ráday utcába költöztette 3 alsó osztályát. A helyzet tarthatatlansága miatt 1902 novemberében az összes kereskedelmi osztály ideiglenesen a Mester utca 23-ba költözött, a mai Teleki Blanka Közgazdasági Szakgimnázium épületébe. A volt Bakáts-téri épületen a polgári és elemi iskola osztozott a továbbiakban, jelenleg ott a Bakáts Téri Ének-Zenei Általános Iskola működik.
Az új helyre történő költözés után az iskolát Mester utcai Felső Kereskedelmi Iskola néven emlegették. Ezt a költözést csak ideiglenes jellegűnek szánták, mégis az iskola 10 évet töltött itt. 1913-ban viszont átadták a dr. Hültl Dezső által különösen az iskolának tervezett új épületet, ami már képes volt befogadni az egyre népszerűbbé váló kereskedelmi intézmény tanulóit. Ez lett tehát a végleges hely, a IX. kerületi Mester utca 56-58.
A tanulók nem sokáig élvezhették az új épületet, ugyanis 1914-ben kitört az első világháború. A háború évei alatt összesen 119 diák és 10 tanár volt kénytelen katonai szolgálatra jelentkezni. Az iskolai élet is igazodott a háborús körülményekhez. A tornatermet időnként katonák foglalták el ideiglenes szálláshelyül. Bevezették a háborús tanfolyamot, ahol a szabadságon lévő katonák egy hónap alatt befejezhették tanulmányaikat. Ez az időszak viszont nemcsak nélkülözést jelentett az iskolának hanem gazdagodást is, hiszen 1917-ben készült el Körösfői Kriesch Aladár freskója, és még néhány kisebb falfestmény a 3. emeleten.

### A két világháború között
A háború után több új hagyomány és szokás színesítette a diákság mindennapjait. 1924-ben az iskola iránti elköteleződés céljából elkészítették az iskolazászlót, ami ettől kezdve központi szereplője lett az iskolai és nemzeti ünnepségeknek. Egy évvel később elkészült a földszinten található első világháborús emlékmű, melynek márványtábláját ’45 után levették és összetörték. A ’80-as évek végén helyreállították és kiegészítették a táblát. 1926-ban az iskola felvette a Szent István nevet, így az új elnevezés Budapest Székesfőváros IX. Kerületi Községi Szent István Felső Kereskedelmi Fiúskola lett. Az akkori zöld színű iskolasapkára ekkor került fel a Szent István királyt ábrázoló koronás jelvény. A ’20-as, ’30-as években terjedt el a diákok körében a cserkészet, és ekkor kezdődtek el a nagyobb osztálykirándulások, akár külföldre is. A sportban, különösen a labdarúgásban, céllövészetben, kosárlabdában nagy sikereket ért el az iskola.
Viszont a háború megint közbeszólt. Tanárok, diákok egyaránt vesztek oda a fronton, az ő emléküket is őrzi emlékmű az intézményben. Idővel az iskolának át kellett költöznie a Vas utcai Széchenyi Kereskedelmi Iskolába, hogy átadják a helyet a Vöröskeresztes Hadikórháznak. A kórház számára történtek átépítések, alakítottak ki műtőket és sebészetet. A sérültek többsége a Don-kanyarból érkezett ide a Mester utcába. 1944-ben Budapest körbezárásakor a kórháznak nyugatabbra kellett költöznie, az üres iskolaépületbe pedig oroszok költöztek, és azt kaszárnyaként használták.

### 1945-1989
Az oroszok rengeteg kárt tettek az épületben, és az iskolai gyűjtemények nagy része is megsemmisült, elveszett. A háború után a tanároknak, diákoknak, szülőknek maguknak kellett helyreállítaniuk az épületet, elhordaniuk a szemet és törmelékeket, pótolni a nyílászárókat, beszerezni új bútorokat. A tanítás nehezen indult csak el. A kommunista hatalomátvétel miatt a tananyag megváltozott, sőt a tanárok nagy része is lecserélődött. Az iskola megszűnt kereskedelmi iskola lenni, helyette közgazdasági középiskolává vált, amely a pénzügyre szakosodott, illetve ekkor indult el az esti tagozatos felnőttképzés. A név is megváltozott, az új elnevezés I. István Közgazdasági Technikum lett. 1947-ben az iskolának újfent költöznie kellett, ezúttal a Lónyai utcai Református Gimnáziumba. A Mester utcai épületet a Számviteli Főiskola kapta meg. 1952-ben az I. Istvánt összevonták a Pesterzsébeti Pénzügyi Technikummal, és ettől kezdve jelentkezhettek lányok is az iskolába. 4 évvel később a Számviteli Főiskolától visszakerült a Mester utcai épület eredeti tulajdonosához, az I. Istvánhoz.
Ezt követően folyamatos fejlődés köszöntött az intézményre. A diákok egyre jobban szerepeltek a tanulmányi versenyeken, hála az oktatás folyamatos fejlesztésének, a szakköröknek, a szaktantermek kialakításának, és a tanítási eszközök korszerűsítésének. 1974-ben Patonyi László tanár úr vezetésével létrejött az iskola labdarúgó szakosztálya, ami az ezt követő évtizedekben sikert sikerre halmozott, országos bajnok lett, és nem egyszer külföldön is játszott. Ekkoriban rendezték meg az első Istvános-napot, mely azóta hagyománnyá vált. 1987-ben az I. István fennállásának 100. évfordulójára, a centenáriumra készült el Gábor István festőművész tűzzománc alkotása, mely a díszteremben ma is látható. Egy évvel később az új, tágas olvasóteremmel rendelkező, korszerű könyvtárat szintén átadták, melynek könyvállománya azóta is folyamatosan bővül. A nevelőtestület és a diákönkormányzat Szent István halálának 950. évfordulója alkalmából kérelmezte, hogy az iskola visszakapja a Szent István nevet, amit végül 1989-ben jóvá is hagytak.

### Rendszerváltástól napjainkig
A Szent István Közgazdasági Szakközépiskola a rendszerváltás után is modernizálódott, folyamatosan fejlesztette a számítástechnikai szaktantermek gépállományát, sőt megszerezte a vizsgáztatási jogot is informatikából. Az addig is élénk diákcsere miatt az intézmény 2002-ben csatlakozott a Comenius diákcsereprogramhoz, aztán pedig az Erasmus-programhoz, amelynek keretein belül a jelentkezők Lindenbergbe, Strasbourgba, illetve Ferrarába utazhatnak. 2004 óta 5 éves nyelvi előkészítő osztály indul minden évben, ahol a nyelvet és az informatikát emelt óraszámban tanítják. 2005-től a Szent István ECDL vizsgaközponttá vált, így az Istvánosok helyben letehetik az ECDL-vizsgát.
A meglévő labdarúgó szakosztály mellé létrejött a női kézilabda szakosztály, mely azóta szintén sikereket ér el. Az iskola 2008-ban elnyerte az ökoiskola címet, azóta szelektíven történik a hulladékgyűjtés, és alapvető értékké vált a környezet megóvása. 2009-ben létrejött a Volt Istvánosok Baráti Köre Egyesület, melynek tagjai volt és jelenlegi tanárok, diákok, akik az iskola működését, a hagyományok ápolását, és az eredményes tanulókat segítik. 2011-ben adták át a 2400m² alapterületű Patonyi László Sportcsarnokot, amely kihúzható lelátójával 480 fő befogadására alkalmas. Azóta létrejött a már régóta hiányzó második világháborús emlékmű, és az első emeleten új büfésbódé létesült.

## Az épület
Az épületet, amely 1913-ban készült el dr. Hültl Dezső tervezte meg. Az építkezés földmunkálatait és a kőműves munkákat Führer Miklós építési vállalkozó cége, az ácsmunkákat Popper Zsigmond budapesti ácsmester és építési vállalkozó végezte, a kovácsoltvas kerítést és kapukat Kapitány Antal kovácsmester készítette. Az épület a telek középső részén helyezkedik el, földszintből és három emeletsorból tevődik össze. A teleknagyság miatt megfelelő méretű iskolaudvart nem tudtak építeni, emiatt hoztak létre széles folyosókat tágas előcsarnokkal, illetve alakítottak ki később két teraszt a főbejáratok felett. Két lépcsősor van a folyosók végén, melyek az emeleteket kapcsolják össze. A tornacsarnok (fölötte a díszterem), illetve az egykori igazgatói lakás (ma könyvtár és tantermek) két oldalról szárnyként kapcsolódnak a fő épületrészhez. A tetőn kialakítottak két vörösrézzel borított huszártornyot. A homlokzat kőporos vakolattal van borítva. Borosjenői kőből épült fel a lábazat és egyes földszinti pillérek ún. ciklopfalazat gyanánt. A külső és belső részeiben látható díszítő mintázatokat Szabó Antal szobrász készítette. A kaputól az ajtóig fedett bejáraton lehet eljutni.
1913-ban a Rietschel és Henneberg Rt. kivitelezésével kisnyomású központi gőzfűtés épült ki. A világítást villannyal és gázzal vegyesen biztosították. Fekete Ödön mérnök cége építette ki a vízvezeték - és csatornarendszert. A folyosók 3 méter szélesek, falait 2 méter magasan olajfestékkel borították, márványmozaiklapokat helyeztek el. A folyosón díszes ivókutak is voltak. A földszinten első világháborús emlékmű készült. A lépcsőcsarnokok jón stílusú oszlopai csiszolt haraszti kőből készültek. 1917-ben Körösfői Kriesch Aladár freskóval díszítette az iskola lépcsőházát. Minden 15-16 lépcsőfok után nyugvóhely is következik. A karfák (korlátok) legömbölyítettek és a csúszkálást kizáró gombokkal ellátottak. A tantermek általában 6,5 m szélesek, 10 m hosszúak, három oszlopban 10 padsort helyeztek el. 2010 nyarán kezdték el építeni az új tornacsarnokot, amelyet Patonyi László Sportcsarnoknak neveztek el. Az iskola középső épületrészének harmadik emeletén 80 fős koedukált kollégium működik.